# 仙台港インターチェンジ
仙台港インターチェンジ（せんだいこうインターチェンジ）は、宮城県仙台市宮城野区にある仙台東部道路のインターチェンジである。

## 概要
仙台都市圏環状自動車専用道路（ぐるっ都・仙台）のインターチェンジである。仙台港北ICが仙台港（仙台塩釜港仙台区）の臨海工業地区に隣接し、かつ国道45号と接続する形で既に開設されているが、当ICは宮城県道23号仙台塩釜線（産業道路）とその周辺施設により近く、仙台港のコンテナターミナルである高砂埠頭から一本道で接続できる形で建設が進められていた。高砂埠頭から当ICまでの一本道は、宮城県道10号塩釜亘理線の中野石橋交差点から蒲生二本木交差点までの区間だけ2車線のままだったが、当ICの供用開始に合わせて4車線に拡幅工事が行われた。
当ICの設置は当初、産業用の意味合いが大きかったが、みなと仙台ゆめタウン（仙台港背後地）に三井アウトレットパーク 仙台港を初めとして商業施設が集積するようになるとたびたび見られるようになった仙台港北IC周辺の渋滞緩和が期待されている。
2006年7月31日、インターチェンジ設置のための用地買収に着手したと発表。2007年から建設に着手しており、2013年頃までに供用開始される見込みと報道された。2012年11月19日に、同年12月1日供用開始と発表され、予定通り開通した。事業費は約70億円。
なお、当ICの北側に隣接して高砂中央公園が整備中である。

## 道路
- E6 仙台東部道路（35番）

## 接続する道路
- 宮城県道10号塩釜亘理線

## 料金所
- ブース数：4

### 入口
- ブース数：2
  - ETC専用：1
  - 一般：1

### 出口
- ブース数：2
  - ETC専用：1
  - 一般：1

## 周辺
- 仙台港（仙台塩釜港仙台港区）
- 仙台港中央公園
- 夢メッセみやぎ
- 仙台うみの杜水族館
- 三井アウトレットパーク 仙台港
- カインズモール仙台港
- ケーズデンキ仙台港店
- 麒麟麦酒仙台工場
- キリン ビアポート仙台
- JR仙石線 陸前高砂駅
- 西濃運輸仙台支店
- センコー仙台主管支店
- 仙台市消防局宮城野消防署高砂分署
- 仙台市高砂学校給食センター

## 隣
E6 仙台東部道路
(34) 仙台東IC - (35) 仙台港IC - (36) 仙台港北IC